# Metal Gear Survive
Metal Gear Survive is een action-adventure survivalspel ontwikkeld door Konami. Het spel werd uitgebracht op 20 februari 2018 voor Windows, PlayStation 4 en Xbox One.
Het is het eerste Metal Gear-spel dat werd ontwikkeld na het vertrek van bedenker Hideo Kojima.

## Gameplay
Metal Gear Survive is een survival-actie-adventurespel met elementen van torenverdediging en minimale stealthmechanica, gespeeld vanuit een derde persoonsperspectief. Het spel beschikt over een coöperatieve multiplayer-modus, waarin de speler met maximaal drie andere spelers speelt om missies te voltooien. Een groot deel van de gameplay bestaat uit de speler die de wereld verkent en grotendeels bedekt is door "The Dust" (het stof), een mysterieuze giftige wolk die het zicht belemmert, de kaart uitschakelt en vereist dat de speler zijn zuurstofniveau controleert. 
Spelers moeten in het veld middelen zien te verzamelen, zoals voedsel en bouwmaterialen, en om de verschillende portaalgenerators verspreid over de kaart te activeren. Deze generatoren fungeren als een snelreissysteem en worden elk ontgrendeld door een torenverdedigingssegment te voltooien. In Metal Gear Survive moeten spelers op zoek naar voedsel en water om te overleven. Vervolgens kunnen zij dan terugkeren naar het basiskamp om voedsel te koken en later water te zuiveren voor veilig drinken. Er is ook een blessure-systeem, waarbij spelers verschillende medische benodigdheden moeten gebruiken om aandoeningen zoals bloeden of voedselvergiftiging te genezen.
De grootste vijanden in Metal Gear Survive zijn kristalachtige zombiewezens die 'Wanderers' (zwervers) worden genoemd, met verschillende varianten die worden geïntroduceerd terwijl het verhaal vordert.

## Ontvangst
| Aggregatie | Aggregatie                             |
| Publicatie | Score                                  |
| ---------- | -------------------------------------- |
| Metacritic | 54/100 (pc) 60/100 (PS4) 62/100 (XONE) |
| Recensie   |                                        |
| Publicatie | Score                                  |
| GameSpot   | 5/10                                   |
| Giant Bomb | 2/5                                    |
| IGN        | 6,5/10                                 |

De aankondiging van het spel werd negatief ontvangen door fans van Metal Gear. Dit kwam als antwoord op het afstoten van Kojima Productions door Konami en door het afwijkende genre en thema in dit spel in vergelijking met voorgaande titels.
Na de release kreeg het spel gemengde recensies. De gameplay werd positief ontvangen en kritiek was er op het verhaal, de karakters en microtransacties.
Metal Gear Survive verkocht 85% minder exemplaren dan Metal Gear Rising: Revengeance. In Japan werden er voor de PlayStation 4 in de eerste week 31.360 exemplaren verkocht. Ook als digitale download verkocht het spel zeer goed, waarbij het op de eerste plek kwam in de lijst van bestverkochte spellen.